# Kętrzyn (gmina)
Pour la ville, voir Kętrzyn.
Kętrzyn est une gmina rurale du powiat de Kętrzyn, Varmie-Mazurie, dans le nord de la Pologne. Son siège est la ville de Kętrzyn, bien qu'elle ne fasse pas partie du territoire de la gmina.
La gmina couvre une superficie de 285,73 km2 pour une population de 8 285 habitants.

## Géographie
La gmina inclut les villages de Bałowo, Bałtrucie, Banaszki, Biedaszki, Biedaszki Małe, Brzeźnica, Cegielnia, Czerniki, Dąbrowa, Działki, Filipówka, Gałwuny, Gierłoż, Gnatowo, Gnatowo-Kolonia, Godzikowo, Góry, Grabno, Gromki, Gryzławki, Henrykowo, Jankowo, Jeżewo, Karolewo, Kaskajmy, Katkajmy, Koczarki, Kotkowo, Kruszewiec, Kwiedzina, Langanki, Łazdoje, Linkowo, Marszewo, Martiany, Mażany, Muławki, Muławki-Dwór, Nakomiady, Nowa Różanka, Nowa Wieś Kętrzyńska, Nowa Wieś Mała, Nowy Mikielnik, Nowy Młyn, Olchowo, Osewo, Ostry Róg, Owczarki, Owczarnia, Parcz, Poganówko, Poganowo, Porębek, Pożarki, Pręgowo, Przeczniak, Rybniki, Salpik, Sławkowo, Smokowo, Stachowizna, Stadniki, Stara Różanka, Strzyże, Suchodoły, Sykstyny, Trzy Lipy, Ugiertowo, Wajsznory, Wilamowo, Wilkowo, Windykajmy, Wólka, Wopławki, Wymiarki et Zalesie Kętrzyńskie.
La gmina borde la ville de Kętrzyn et les gminy de Barciany, Giżycko, Korsze, Mrągowo, Reszel, Ryn, Srokowo et Węgorzewo.